# Варденік
Варденік (вірм. Վարդենիկ) — село в марзі Гегаркунік, на сході Вірменії. Село є другим за чисельністю у Вірменії, після села Ахурян. Село розташоване на річці Варденіс, за 10 км на схід від міста Мартуні, за 5 км на схід від села Золакар та за 5 км на південний захід від села Цовінар.

## Історія
Заснований в 1828 році, на місці зруйнованої селі, в основному переселенцями та біженцями із Західної Вірменії в ході російсько-турецкоі війни. У селі є церква Святої Богородиці (IX століття) яка довгі роки не діяла. Є відомості, що на території Варденіка ще в дохристиянські часи було поселення, що кілька разів зруйнували, людей переселяли, потім заново будували. Церква Святої Богородиці була побудована у IX столітті, яку зруйнували війська Тамерлана в XIV столітті. Останній раз церкву зруйнували більшовики. У 2003 р. церква остаточно відреставрована на кошти уродженця села, підприємця М. Мікаеляна. На другому поверсі церкви розміщений музей села, у якому серед різного роду експонатів зберігається знайдений в 2001 р. під дверима церкви один з межових каменів (13-й за рахунком), поставлених у II ст. до н. е. вірменським царем Арташесом I (189-160 рр. до н.е) для розмежування общинних і приватних земель. Висота знайденого межового каменю, як і решти, що зберігаються нині в Державному музеї історії Вірменії в Єревані, приблизно 70 см, ширина — 30 см, товщина — 20 см. На території села є старе кладовище (XIII—XVII ст) з численними хачкарами. У 1956—1980 рр. в селі випускалася газета «Варденік» під редакцією Дж. Казаряна.

## Видатні уродженці
- Галстян Лазарь Арамович - у 1990-95 роках депутат Верховної Ради Вірменіі.
- Казарян Гайк Мірзаджанович — доктор історичних наук, професор, дійсний член Вірменської Філії РАПН
- Саргсян Ішхан Сарібекович — доктор фізико-математичних наук, професор
- Оганян Артак Миколайович (Гусан Артак) — учасник Карабаської війни, капітан вірменських ЗС, нагороджений медаллю «За відвагу», (посмертно)